# حجت‌الاسلام
حجت‌الاسلام و المسلمین یا به اختصار، حجت‌الاسلام، به معنای «دلیل اسلام»، لقبی است که به روحانیون شیعه ملبس به لباس روحانیت، داده می‌شود و از درجات رسمی در مدارس حوزوی شیعه نیست. هرچند کاربرد این دست القاب مبنای دقیقی ندارد و نمی‌توان مرحله تحصیلی خاصی را مساوی با آن دانست. برخی معتقدند بر اساس نوع کاربرد این لقب در دوران معاصر به روحانیونی که مشغول تحصیل در دوره سطح باشند حجت‌الاسلام گفته می‌شود. برخی دیگر آن را مخصوص کسانی دانسته‌اند که سطوح مقدماتی و متوسطه حوزوی را طی کرده و مشغول سطوح عالیه باشند. برخی نیز آن را خاص روحانیون جوان یا غیرفاضل یا روحانیونی که به اجتهاد نرسیده‌اند می‌دانند. بر اساس این تقسیم‌بندی این لقب پایین‌تر از «آیت‌الله» و «آیت‌الله‌العظمی» است. برخی فقهای دیگر نیز یافتن معیار و قاعده برای این عنوان و عناوین مشابه مانند آیت‌الله و ... را بی‌فایده دانسته‌اند.

## پیشینه
به‌گفتهٔ سید حسین نصر و حمید دباشی، سید محمدباقر شفتی احتمالاً اولین کسی است که عنوان حجت‌الاسلام را دریافت کرده‌است. این عنوان بعدها به روحانی معروفی از کاشان نیز داده شد ولی پس از آن به شدت از اعتبار این عنوان کاسته شد. دلیل گفتن این عنوان به شفتی، نقش دوگانه او به عنوان قاضی و مفتی ای بود که کتابی راجع به پیاده سازی شریعت اسلامی در زمان غیبت نوشت. به گفتهٔ مرتضی انصاری از نوادگان شیخ مرتضی انصاری، ۲ نفر از بزرگان علماء ملقب به «حجت‌الاسلام» بوده‌اند، یکی سید محمد باقر شفتی، و دیگری حجت‌الاسلام حاج مولی اسدالله بروجردی. حجتی در کتاب آسمان در آینه اشاره می‌کند که محمدباقر شفتی محمد اشرفی را ملقب به «حجت‌الاسلام» نمود. اما رفته رفته از جایگاه این لقب کاسته شد.
به عقیده دیگر محققان محمد غزالی اولین کسی بود که این عنوان را داشت